# 卡氏電燈魚
卡氏電灯鱼（学名：Electrona carlsbergi）为輻鰭魚綱燈籠魚目灯笼鱼科的其中一種，分布於全球三大洋至南極間的海域，屬深海魚類，棲息深度100-350公尺，體長可達9公分，會垂直性洄游，屬肉食性，以腹足動物、甲殼類及橈腳類等為食。

## 扩展阅读
維基物種上的相關：卡氏電灯鱼